# Intossicazione da cocaina
L'intossicazione da cocaina si riferisce agli effetti immediati e deleteri della cocaina sul corpo. Sebbene l'intossicazione da cocaina e la dipendenza da cocaina possano essere presenti nello stesso individuo, queste sindromi presentano sintomi diversi.

## Segni e sintomi
La cocaina aumenta la vigilanza, l'euforia, l'energia, la sicurezza in sé stessi, la socievolezza e la libido. Gli effetti collaterali comuni includono ansia, aumento della temperatura, paranoia, irrequietezza e digrignamento dei denti. Con l'uso prolungato, il farmaco può causare insonnia, perdita di peso, anoressia, tachicardia, allucinazioni e deliri paranoici . I possibili effetti collaterali letali includono battito cardiaco accelerato, ritmi cardiaci anormali, tremori, convulsioni, temperatura interna aumentata, insufficienza renale, infarto, ictus e insufficienza cardiaca.
La depressione con ideazione suicidaria può svilupparsi in utenti che ne abusano nell'utilizzo. Infine, una perdita di trasportatori di monoamine vescicolari, proteine del neurofilamento e altri cambiamenti morfologici sembrano indicare un danno a lungo termine ai neuroni della dopamina. L'uso intranasale cronico può degradare la cartilagine che separa le narici (il setto nasale), che può eventualmente portare alla sua completa scomparsa.
Gli studi hanno dimostrato che l'uso di cocaina durante la gravidanza provoca un travaglio prematuro e può portare ad abruptio placentae .

### Overdose

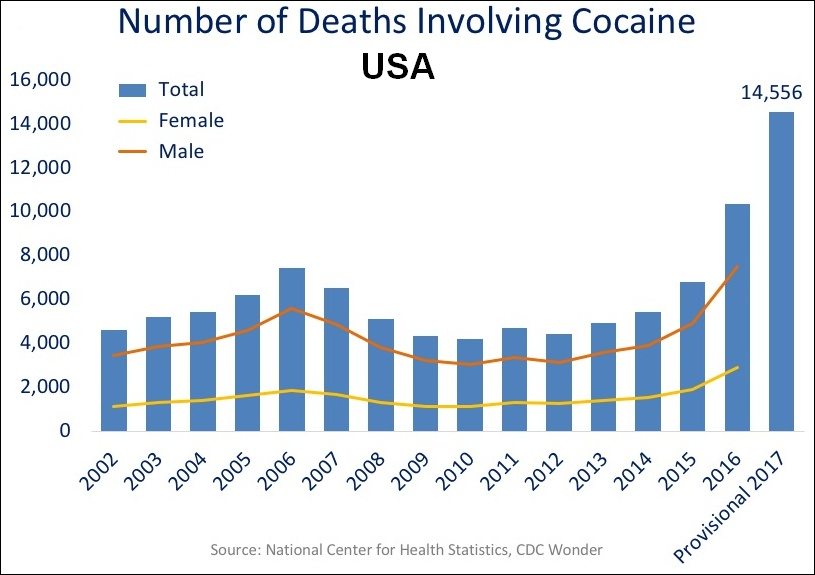
Decessi annuali da overdose negli Stati Uniti per la cocaina.

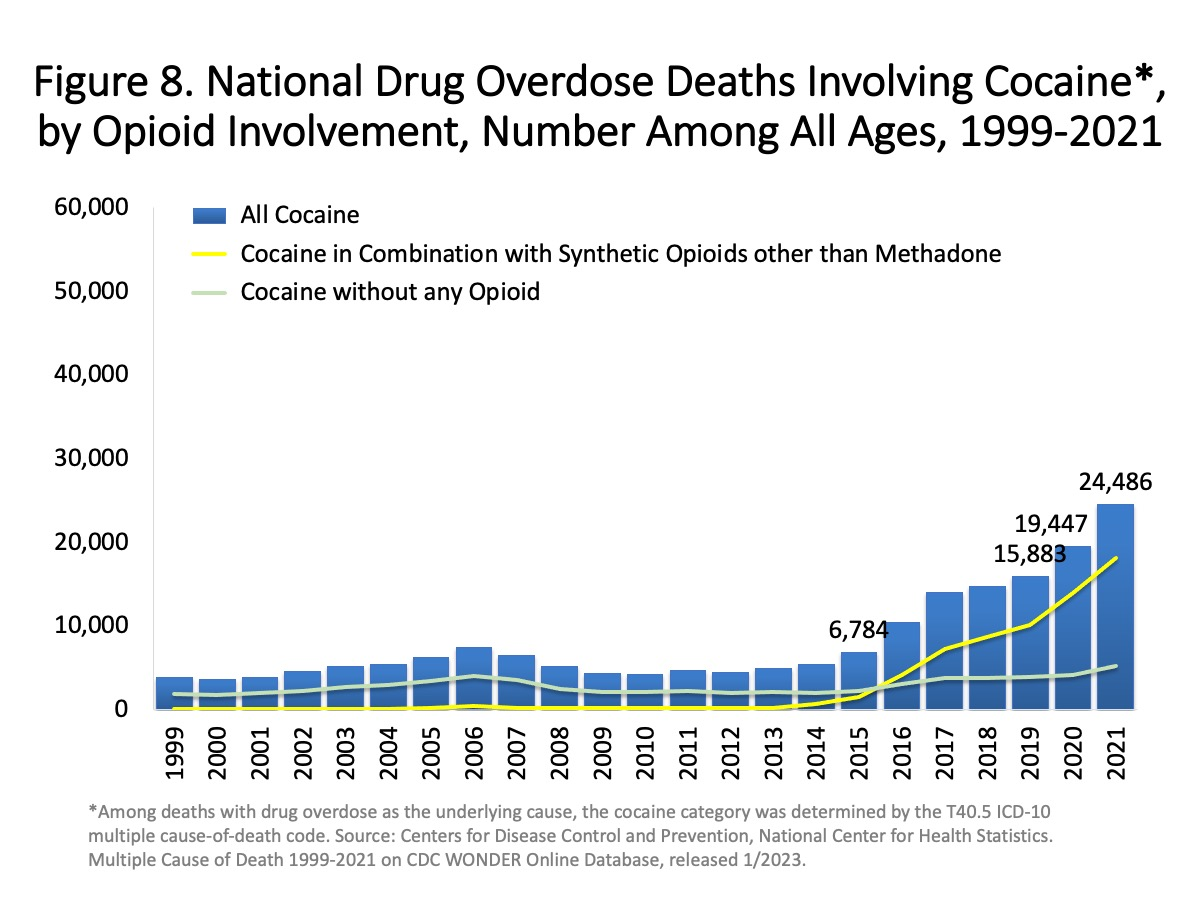
Coinvolgimento degli oppioidi nelle morti per overdose di cocaina negli USA. La linea verde è la cocaina in concomitanza con qualsiasi oppiaceo. La linea grigia è cocaina senza oppioidi. La linea gialla è cocaina e altri oppiacei sintetici.

La cocaina può essere sniffata, ingerita, iniettata o fumata. La maggior parte dei decessi dovuti alla cocaina sono accidentali, ma possono anche essere il risultato della rottura di ovuli nel tratto gastrointestinale. L'uso di cocaina provoca tachiaritmie e un marcato aumento della pressione sanguigna (ipertensione), che può essere pericoloso per la vita. Ciò può portare alla morte per infarto miocardico acuto, insufficienza respiratoria, ictus, emorragia cerebrale o insufficienza cardiaca . Il sovradosaggio di cocaina può causare ipertermia poiché la stimolazione e l'aumento dell'attività muscolare causano una maggiore produzione di calore. La perdita di calore è anche inibita dalla vasocostrizione indotta dalla cocaina. La cocaina e / o l'ipertermia associata possono causare la distruzione delle cellule muscolari (rabdomiolisi) e mioglobinuria con conseguente insufficienza renale . Le persone in overdose di cocaina devono essere trasportate immediatamente al pronto soccorso più vicino, preferibilmente in ambulanza nel caso in cui si verifichi un arresto cardiaco lungo il percorso. Secondo il National Institute on Drug Abuse, circa 14.600 morti si sono verificate negli Stati Uniti nel 2017 a causa del sovradosaggio di cocaina.

### Astinenza
L'astinenza da cocaina dal punto di vista fisico non è pericoloso; tuttavia, i cambiamenti fisiologici causati dall'astinenza dalla cocaina comprendono sogni vividi e spiacevoli, insonnia o ipersonnia, rabbia, aumento dell'appetito, aumento di peso e ritardo psicomotorio o agitazione. La cocaina e i suoi metaboliti vengono completamente eliminati dall'organismo entro 3 giorni.

## Fisiopatologia
La farmacodinamica della cocaina coinvolge molteplici meccanismi, sebbene la sua emivita sia breve (~ 1 ora). Questo farmaco lega e blocca i trasportatori di monoamino (dopamina, epinefrina, noradrenalina e serotonina) con uguale affinità. Le monoammine si accumulano nello spazio sinaptico con conseguente aumento e prolungato effetto simpatico. L'effetto acuto della cocaina nel sistema nervoso centrale è quello di aumentare la quantità di dopamina e serotonina nel nucleo accumbens (il centro del piacere nel cervello). Quando questo effetto cessa a causa del metabolismo della cocaina, dell'esaurimento dei neurotrasmettitori associati e della sottoregolazione dei recettori ( tachifilassi ), l'utilizzatore di cocaina può sperimentare disforia o " crash " dopo il picco iniziale. Le principali azioni della cocaina sul sistema cardiovascolare derivano dalla stimolazione degli recettori adrenergici alfa e beta-1, con conseguente aumento della frequenza cardiaca, pressione arteriosa sistemica e contrattilità miocardica, che sono i principali determinanti della domanda di ossigeno del miocardio. La cocaina e i suoi metaboliti possono causare vasocostrizione arteriosa ore dopo l'utilizzo. Le arterie coronarie epicardiche sono particolarmente vulnerabili a questi effetti, con conseguente riduzione dell'apporto di ossigeno miocardico. L'attivazione piastrinica indotta dalla cocaina e la formazione di trombi sono un altro effetto deleterio, causato dall'aumento dell'aggregazione piastrinica mediata da alfa-adrenergico e adenosina difosfato. Anche l'inibitore dell'attivatore del plasminogeno aumenta dopo l'uso di cocaina, promuovendo così la trombosi. Simile agli anestetici locali come la lidocaina, la cocaina blocca i canali del sodio e interferisce con la potenziale propagazione dell'azione. Questo effetto IC di classe Vaughn-Williams aumenta il rischio di disturbi della conduzione e tachiaritmie. Aggiungendo alla sua complessa tossicità, la cocaina colpisce i recettori dell'acetilcolina muscarinica, N-metil-D-aspartato ( NMDA ), sigma e kappa- oppioidi .

## Gestione

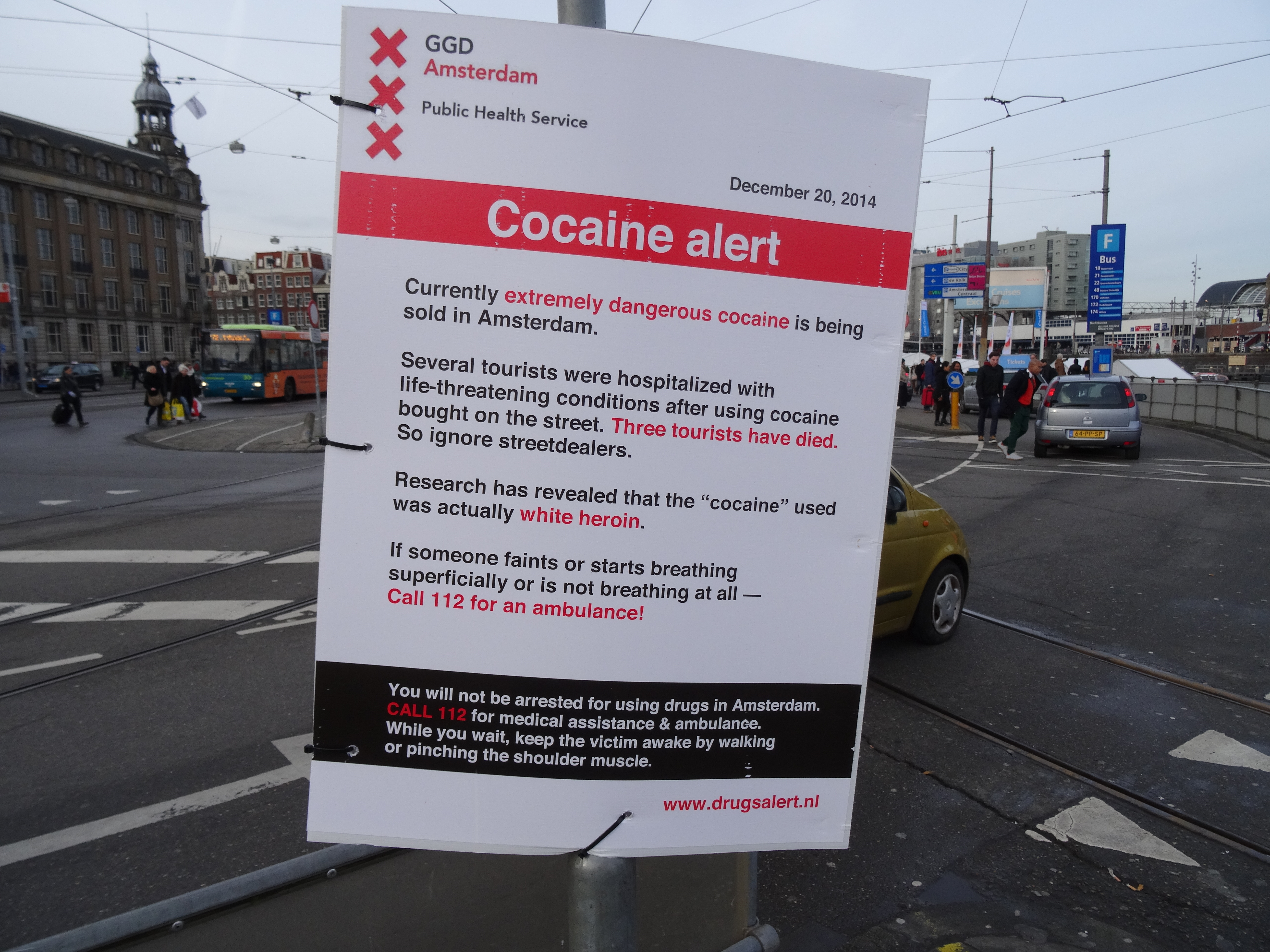
Un cartello "Allerta in caso di intossicazione da cocaina" pubblicato da GGD Amsterdam: il cartello ricorda alle persone di "Chiamare il 112 per un'ambulanza".

Il trattamento di emergenza della temperatura corporea elevata associata alla cocaina consiste nel dare una benzodiazepina e il raffreddamento fisico. Il raffreddamento si ottiene efficacemente con acqua tiepida e raffreddamento con una ventola. Non esiste un antidoto specifico per la cocaina. Anche il dolore toracico, l'ipertensione e l'aumento della frequenza cardiaca causati dalla cocaina possono essere trattati con una benzodiazepina. La dose multipla e crescente di benzodiazepine può essere necessaria per ottenere un effetto, che aumenta il rischio di sovra-sedazione e depressione respiratoria. Una revisione della tossicità cardiovascolare della cocaina ha rilevato che le benzodiazepine potrebbero non sempre abbassare in modo affidabile la frequenza cardiaca e la pressione sanguigna.
I vasodilatatori derivati dall'ossido nitrico, come la nitroglicerina e nitroprusside, sono efficaci per abbassare la pressione sanguigna e invertire la vasocostrizione arteriosa coronarica, ma non la frequenza cardiaca. La nitroglicerina è utile per il dolore toracico indotto dalla cocaina, ma deve essere considerata la possibilità di tachicardia riflessa. Gli alfa-bloccanti come la fentolamina sono stati raccomandati e possono essere usati per trattare l'ipertensione indotta dalla cocaina e la vasocostrizione arteriosa coronarica, ma questi agenti non riducono la frequenza cardiaca. Inoltre, la fentolamina viene usata raramente, non facilmente disponibile in molti dipartimenti di emergenza, e molti clinici odierni non hanno familiarità con il suo uso. I calcio-antagonisti possono anche essere usati per trattare l'ipertensione e la vasocostrizione arteriosa coronarica ma non riescono a ridurre la tachicardia sulla base di tutti gli studi sulla cocaina.  Sono preferibili i bloccanti dei canali del calcio non diidropiridinici come il diltiazem e il verapamil, poiché gli agenti diidropiridinici come la nifedipina hanno un rischio molto più elevato di tachicardia riflessa.
Le persone che sono agitate sono meglio trattate con benzodiazepine, anche se possono essere utili anche antipsicotici come aloperidolo e olanzapina . L'agonista alfa-2 dexmedetomidina può anche essere utile per l'agitazione, ma gli effetti sulla frequenza cardiaca e sulla pressione sanguigna sono variabili in base a numerosi studi e casi clinici.  La lidocaina e l'emulsione lipidica endovenosa sono state utilizzate con successo per gravi tachiaritmie ventricolari in diversi casi clinici.

### I Beta-bloccanti
L'uso di beta-bloccanti per l'intossicazione da cocaina ha controindicazione relativa nonostante prove estremamente limitate. Il fenomeno della "stimolazione alfa incontrastata", in cui la pressione sanguigna aumenta o la vasocostrizione dell'arteria coronarica peggiora dopo il blocco della vasodilatazione beta-2 nelle persone che usano la cocaina, è controverso. Questo effetto avverso è stato riscontrato raramente e l'imprevedibilità ha portato alcuni medici a chiedere una controindicazione assoluta di tutti i beta-bloccanti, inclusi specifici, non specifici e misti. Molti medici hanno ignorato la controindicazione e hanno somministrano beta-bloccanti per il dolore toracico correlato alla cocaina e la sindrome coronarica acuta, soprattutto quando vi è appurata ischemia da tachicardia incontrollata. Delle 1.744 persone nella sovra menzionata revisione sistematica, solo 7 eventi avversi provenivano da casi riferibili ad "alfa-stimolazione non contrastata" dovuta a propranololo (n = 3), esmololo (n = 3) e metoprololo (n = 1 ). Alcuni detrattori dell'uso dei beta-bloccanti per il dolore toracico indotto dalla cocaina hanno citato la mortalità acuta minima e la breve emivita del farmaco, rendendo superfluo il trattamento di qualsiasi tachicardia e ipertensione associate. Tuttavia, dovrebbero essere presi in considerazione gli effetti a lungo termine dell'uso di cocaina ed il conseguente sviluppo di insufficienza cardiaca, con mortalità precoce, elevata morbilità e aumento degli accessi alle strutture ospedaliere.
Il labetalolo (un bloccante misto recettori beta e alfa)  ha dimostrato di essere sicuro ed efficace per il trattamento dell'intossicazione da cocaina con ipertensione e tachicardia, senza il riscontro di una grave stimolazione sui recettori alfa . L'uso di labetalolo è approvato da una linea guida AHA / ACC per le persone che hanno usato cocaina e metanfetamina con angina instabile / non-STEMI.